# Geranium pseudodiffusum
Geranium pseudodiffusum är en näveväxtart som beskrevs av Carlos Aedo. Geranium pseudodiffusum ingår i släktet nävor, och familjen näveväxter. Inga underarter finns listade i Catalogue of Life.